# Nagari Biaro Gadang
Nagari Biaro Gadang is een bestuurslaag in het regentschap Agam van de provincie West-Sumatra, Indonesië. Nagari Biaro Gadang telt 7860 inwoners (volkstelling 2010).